# Drežnik (Serbia)
Drežnik (cyr. Дрежник) – wieś w Serbii, w okręgu zlatiborskim, w mieście Užice. W 2011 roku liczyła 639 mieszkańców.